# Saint-Aubin-des-Chaumes
Saint-Aubin-des-Chaumes är en kommun i departementet Nièvre i regionen Bourgogne-Franche-Comté i de centrala delarna av Frankrike. Kommunen ligger i kantonen Tannay som tillhör arrondissementet Clamecy. År 2022 hade Saint-Aubin-des-Chaumes 68 invånare.

## Befolkningsutveckling
Antalet invånare i kommunen Saint-Aubin-des-Chaumes
| Referens: INSEE |